# Salomé II
Salomé II (en llatí Salome, en grec antic Σαλώμη) va ser la filla d'Herodes Antipes i Heròdies.
Sovint es confon amb Salomé III, filla d'Herodes Filip I i Heròdies.
Una de les dues Salomé es va casar dues vegades, la primera amb el seu oncle Herodes Filip II, tetrarca d'Iturea i Traconitis, que va morir jove; i després amb el seu cosí Aristòbul, fill d'Herodes de Calcis, amb el qual va tenir tres fills.